# Saint-Augustin-des-Bois
Saint-Augustin-des-Bois é uma comuna francesa na região administrativa da Pays de la Loire, no departamento de Maine-et-Loire. Estende-se por uma área de 27,28 quilômetros quadrados. Em 2010 a comuna tinha 1 251 habitantes (densidade: 45,9 hab./km²).